# سوسکچه‌های نخستین آگلیسیدرینی
 سوسکچه‌های نخستین آگلیسیدرینی(نام علمی: Aglycyderini) نام یک تبار از زیرخانواده سوسکچه‌های نخستین اکسیکورینینا است.